# Captain Blood (film 1924)
Captain Blood è un film muto del 1924 diretto da David Smith e da (non accreditato) Albert E. Smith. La sceneggiatura di Jay Pilcher si basa sull'omonimo romanzo di Rafael Sabatini pubblicato negli Stati Uniti nel 1922.

## Trama
Peter Blood, giovane medico irlandese, viene venduto come schiavo e, esiliato nell'isola di Barbados, viene acquistato insieme all'amico Jeremy dal colonnello Bishop, dietro richiesta della nipote Arabella. Con altri schiavi, Blood riesce a catturare un galeone spagnolo di cui si impadronisce, mettendosi a capo dei suoi che compongono l'equipaggio della nave che diventerà presto il terrore dei Caraibi. La marina inglese offre a Capitan Blood di passare al servizio della Corona: sconfitti i francesi a Port Royal, viene nominato per ricompensa governatore di Giamaica ottenendo anche la mano di Arabella.

## Produzione
La lavorazione del film, che fu prodotto dalla Vitagraph Company of America, durò dal 1º giugno al 1º agosto del 1924. Venne girato a Newport Bay, California

## Distribuzione
Il copyright del film, richiesto dalla The Vitagraph Co. of America, fu registrato l'11 settembre 1924 con il numero LP20561.
Distribuito dalla Vitagraph Company of America, il film uscì nelle sale cinematografiche statunitensi il 21 settembre 1924 dopo essere stato presentato in prima l'8 settembre 1924 a New York. In Finlandia, venne distribuito il 19 marzo 1926, in Portogallo, il 4 ottobre dello stesso anno con il titolo O Capitão Blood.
Copie della pellicola (che esiste completa) si trovano conservate negli archivi della Library of Congress di Washington, in quelli del Wisconsin Center For Film And Theater Research di Madison e della Filmoteca Española di Madrid.
Da una copia incompleta di circa una trentina di minuti è stato tratto un VHS distribuito dalla Grapevine Video.